# Putumayo (flod)

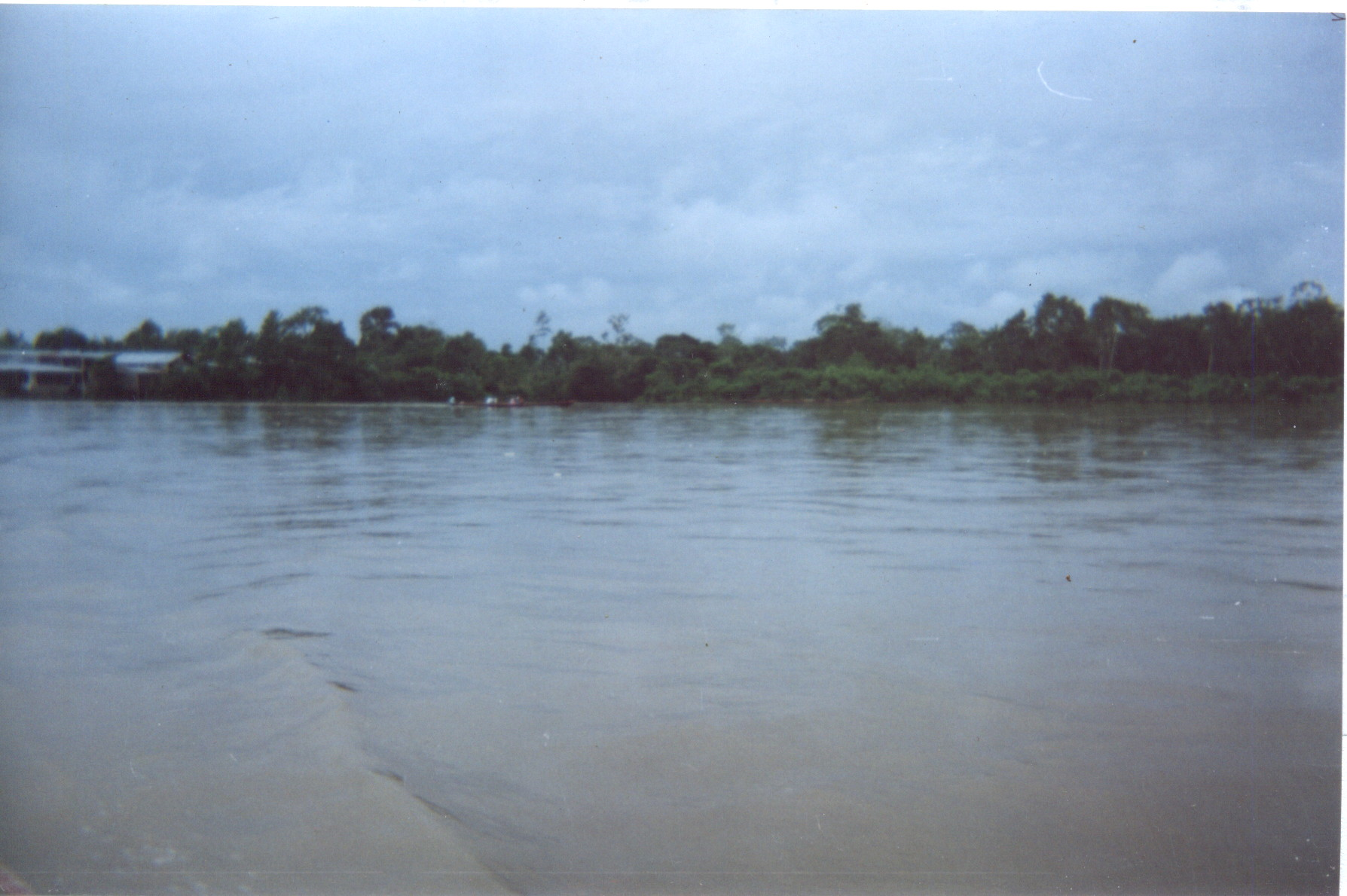
Putumayo vid Puerto Asis.

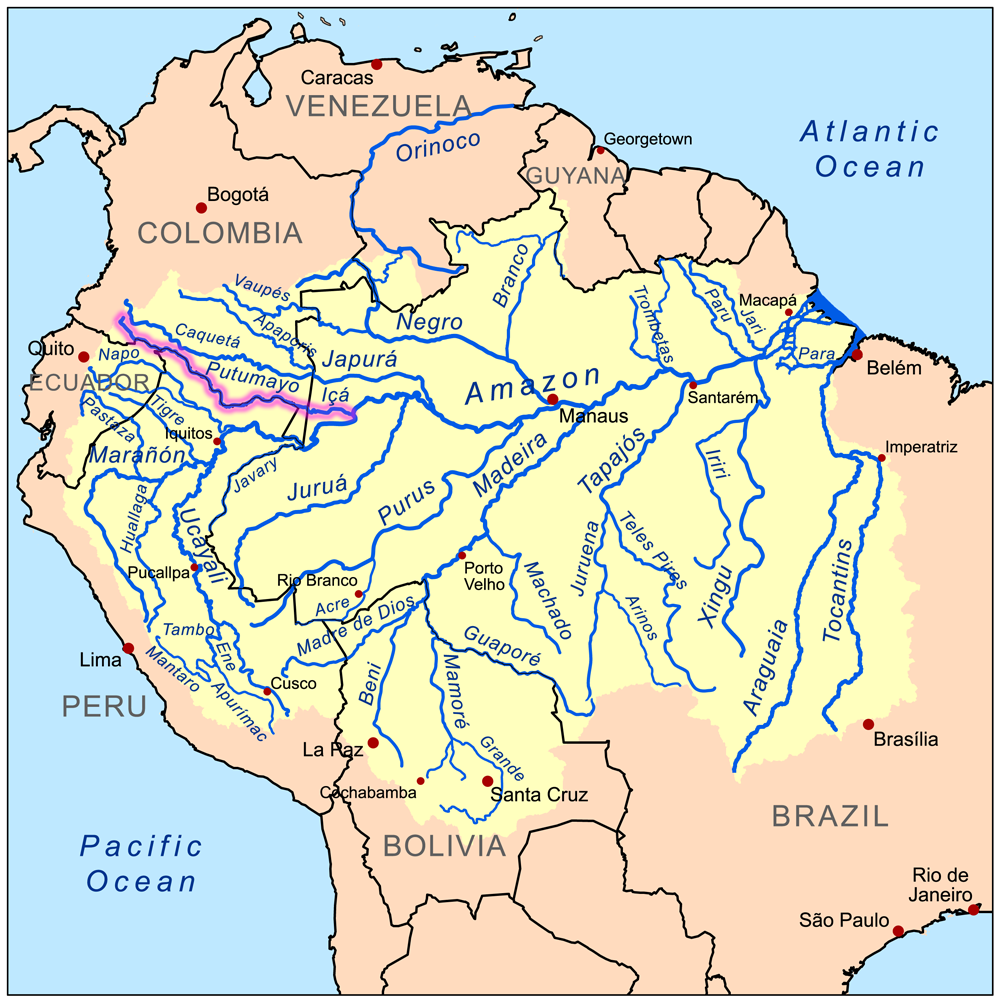
Putumayoflodens läge i Sydamerika.

Putumayo (sp. Río Putumayo), Içá eller Guamués är en 1 850 km lång biflod till Amazonfloden, som är segelbar 1 400 km. Den rinner upp sydöst om sjön Laguna de La Cocha i Anderna, nära Pasto i Colombia, och heter där Guamués. Floden flyter sedan åt sydöst, förbi Puerto Asís i Colombia, där den byter namn till Putumayo och sedan utgör större delen av Colombias gräns mot Ecuador respektive mot Peru. Vid Santa Clara i Colombia passerar den över gränsen till Brasilien, och byter då namn till Içá. Vid Santo Antônio do Içá i Brasilien flyter den samman med Amazonfloden.